# Elecciones generales de Sudáfrica de 2024
El 29 de mayo de 2024 se celebraron elecciones generales en Sudáfrica para elegir una nueva Asamblea Nacional y la legislatura provincial en cada una de las nueve provincias. Esta fue la séptima elección general celebrada bajo las condiciones de sufragio universal desde el fin de la era del apartheid en 1994. El nuevo Consejo Nacional de Provincias (NCOP) será elegido en la primera sesión de cada legislatura provincial.
La fecha de las elecciones fue establecida por el presidente en ejercicio, Cyril Ramaphosa, y debiendo estar dentro de los 90 días posteriores al final del mandato del Parlamento actual, a mediados de mayo de 2024.La fecha de las elecciones se anunció el 20 de febrero de 2024.
El apoyo al gobernante Congreso Nacional Africano (ANC) disminuyó significativamente en esta elección; El ANC siguió siendo el partido más grande, pero perdió la mayoría parlamentaria que había mantenido desde las primeras elecciones democráticas posteriores al apartheid en 1994. La centrista Alianza Democrática (DA) permaneció en segundo lugar con un ligero aumento. Lanza de la Nación (MK), un partido populista de izquierda fundado seis meses antes de las elecciones y dirigido por el expresidente Jacob Zuma, quedó en tercer lugar teniendo su mayor fuerza en KwaZulu-Natal y siendo una de las razones de la pérdida de mayoría del Congreso Nacional Africano (ANC).
El 14 de junio de 2024, el ANC, el DA, el Partido de la Libertad Inkatha (IFP) y la Alianza Patriótica (AP) acordaron formar un gobierno de unidad nacional, allanando así el camino para que Cyril Ramaphosa fuera reelegido presidente de Sudáfrica.

## Antecedentes
La fecha de las elecciones del 29 de mayo de 2024 fue escogida por el presidente en ejercicio Cyril Ramaphosa el 20 de febrero.
En las elecciones municipales de 2021, el Congreso Nacional Africano (ANC) recibió menos del 50 % de los votos por primera vez a nivel nacional en cualquier elección desde el final del apartheid. El partido también perdió apoyo en las zonas clave de Tshwane (Pretoria), Johannesburgo, Ekurhuleni y eThekwini (Durban). El ANC retuvo el control de eThekwini, mientras que la Alianza Democrática logró tomar el control de Johannesburgo y Ekurhuleni a través de una coalición mayoritaria y una coalición minoritaria, respectivamente, además de formar un gobierno de coalición mayoritaria en Tshwane, que había gobernado desde 2016.
A principios de 2023, el ANC y los Luchadores por la Libertad Económica (EFF) formaron una coalición en Johannesburgo y Ekurhuleni. En abril de 2023, notando las perspectivas de una coalición nacional del ANC/EFF, el líder de la Alianza Democrática, John Steenhuisen, pidió que los partidos «de ideas afines» se unieran para evitar una «coalición apocalíptica».
En julio de 2023, se publicó una declaración conjunta de la Alianza Democrática (DA), el Partido de la Libertad Inkatha (IFP), ActionSA, el Frente de la Libertad Plus (VF+), el Movimiento Independiente Unido (UIM) y el Partido Nacional del Espectro (SNP) anunciando una convención los días 16 y 17 de agosto para proponer una coalición nacional en caso de un parlamento colgado. El 17 de agosto de 2023 se firmó un acuerdo preelectoral llamado Carta Multipartidaria entre los partidos, así como con la Organización Cívica Nacional Independiente de Sudáfrica, con el objetivo de presentar un frente unido contra el gobierno de dos décadas del Congreso Nacional Africano (ANC), y el reciente ascenso del controvertido partido Luchadores por la Libertad Económica (EFF). El 7 de octubre de 2023, el Partido Demócrata Cristiano Africano (ACDP) anunció que se uniría a la coalición aumentando el recuento de escaños de la carta de 108 a 112 en la Asamblea Nacional.

### Lanza de la Nación
El 16 de diciembre de 2023, el expresidente Jacob Zuma anunció su salida del Congreso Nacional Africano (ANC), acusando al partido y al actual presidente Cyril Ramaphosa de servir como 'representante del capital monopolista blanco'. También se señaló que llamó al ANC 'vendedores' y 'colaboradores del apartheid'. También anunció el establecimiento de su propio partido político, Lanza de la Nación (MK), que lleva el nombre del ala militar del ANC de la era del apartheid. Este último presentó una demanda contra el registro del MK en la Comisión Electoral de Sudáfrica, que fue desestimada por el Tribunal Electoral de Sudáfrica el 26 de marzo de 2024 por falta de mérito. El ANC también planea presentar una demanda contra el nombramiento del partido en honor al histórico grupo militar. Según las encuestas de opinión, el MK podría convertirse en el hacedor de reyes después de las elecciones.
El 28 de marzo de 2024, la Comisión Electoral prohibió a Zuma presentarse a las elecciones, citando una condena penal previa. MK apeló el fallo, y los abogados de Zuma argumentaron que la condena era de naturaleza civil, y la decisión fue revocada por el Tribunal Electoral el 9 de abril, permitiendo que Zuma se presentara. El 12 de abril, la Comisión Electoral anunció que acudiría al Tribunal Constitucional para solicitar claridad sobre el artículo 47(1)(e) de la Constitución, la disposición utilizada para confirmar la objeción inicial contra Zuma. El 30 de abril, la policía inició una investigación para determinar si el diputado había falsificado firmas para poder registrarse para las elecciones. El 20 de mayo, el Tribunal Constitucional declaró que Zuma no podía presentarse a las elecciones, citando su condena penal. Todavía se le permitió hacer campaña por MK y su nombre e imagen se mantuvieron en la boleta electoral como líder del partido.

### Carta Multipartidista
El 17 de agosto de 2023 se firmó un acuerdo preelectoral llamado Carta Multipartidista entre la Alianza Democrática (DA), el Partido de la Libertad Inkatha (IFP), el Frente de la Libertad Plus (FF Plus), ActionSA y otros tres partidos con el objetivo de presentar una frente unido contra el gobierno de tres décadas del partido Congreso Nacional Africano (ANC) y el ascenso de los Luchadores por la Libertad Económica (EFF), Lanza de la Nación (MK) y la Alianza Patriótica (PA). El Partido Nacional del Espectro, el Partido Popular Ekhethu y el Partido Nacional Desempleado se unieron al MPC pero no lograron cumplir con el número mínimo de firmas requerido por la Comisión Electoral Independiente para disputar escaños en la Asamblea Nacional. El 7 de octubre de 2023, el Partido Demócrata Cristiano Africano (ACDP) se adhirió a la carta. Al entrar en las elecciones, los miembros del MPC representaban 112 de los 400 escaños de la Asamblea Nacional. Durante las elecciones de 2024, los partidos incluidos en los estatutos ganaron colectivamente 119 de los 400 escaños de la Asamblea Nacional, aumentando el número de escaños en siete. El 6 de junio de 2024, ActionSA anunció que abandonaría la Carta Multipartidaria. Esta decisión redujo el recuento de escaños de la carta de 119 a 113 en la Asamblea Nacional de 400 escaños.

### Participación electoral
La participación electoral ha ido disminuyendo desde el fin del apartheid, cuando el 86% de los votantes elegibles acudieron a las urnas. Para estas elecciones, 27 millones de personas tenían derecho a votar. El cincuenta y cinco por ciento de ellos eran mujeres, mientras que el registro de votantes fue mayor entre las personas de entre 30 y 39 años. Sólo el 58% de los votantes registrados del país votaron en estas elecciones al final del día.

## Sistema electoral
Sudáfrica tiene un sistema parlamentario de gobierno. El presidente de Sudáfrica es un caso inusual entre los jefes de Estado de países con un sistema parlamentario debido a que ejerce el papel de jefe de gobierno, que tiene poderes ejecutivos, al mismo tiempo que tiene el título de presidente y desempeña el papel ceremonial de jefe de Estado.
En junio de 2020, el Tribunal Constitucional dictaminó en el caso Movimiento Nueva Nación NPC contra el Presidente de la República de Sudáfrica que la Ley Electoral era inconstitucional en la medida en que no permitía a los independientes participar en las elecciones nacionales y provinciales. Desde las primeras elecciones celebradas por sufragio universal, se elegían 400 miembros para la Asamblea Nacional mediante un sistema de representación proporcional con listas cerradas, 200 a nivel nacional y otros 200 a nivel provincial en cada una de las nueve provincias. Los escaños de la lista nacional de cada partido se otorgaban restando los escaños ganados a nivel provincial a los asignados a nivel nacional para generar un resultado lo más proporcional posible. Para la asignación de escaños en ambos niveles se utilizaba la variante de cuota Droop del método del resto mayor. Los parlamentos provinciales también se elegían mediante un sistema de representación proporcional con listas cerradas de partidos.
En febrero de 2021, el ministro del Interior, Aaron Motsoaledi, nombró un comité asesor ministerial encabezado por Valli Moosa para recomendar un nuevo sistema electoral. Si bien el comité estaba dividido, una escasa mayoría de miembros estaba a favor de un sistema proporcional mixto, con la mitad de los escaños elegidos en distritos electorales y la otra mitad elegida a través de listas de partidos.

### Votación regional
La papeleta regional es una de las tres papeletas utilizadas en las elecciones nacionales de Sudáfrica, junto con la papeleta nacional y la papeleta provincial. Se utiliza para elegir representantes a la Asamblea Nacional de cada una de las nueve provincias del país. La votación regional es proporcional, lo que significa que los escaños se asignan a los partidos y candidatos independientes en función del número de votos recibidos.
Escaños regionales de la Asamblea Nacional:
| Provincia       | Escaños |
| --------------- | ------- |
| Cabo Oriental   | 25      |
| Estado Libre    | 10      |
| Gauteng         | 47      |
| KwaZulu-Natal   | 41      |
| Limpopo         | 20      |
| Mpumalanga      | 15      |
| Noroeste        | 13      |
| Cabo del Norte  | 5       |
| Cabo Occidental | 24      |
| Total           | 200     |

### Elección de la Asamblea Nacional y legislaturas provinciales
El 17 de abril de 2023, el presidente Cyril Ramaphosa promulgó el Proyecto de Ley de Enmienda Electoral de Sudáfrica que permite a candidatos independientes presentarse a las elecciones a la Asamblea Nacional y las legislaturas provinciales manteniendo la representación proporcional con listas cerradas. Se elegirán doscientos miembros de listas de partidos nacionales, mientras que los 200 escaños restantes serán disputados por partidos políticos y candidatos independientes en cada una de las nueve provincias. En las legislaturas provinciales se seguirá aplicando el sistema proporcional multinominal de un solo nivel, en el que los partidos políticos y los candidatos independientes competirán por los escaños. Los votantes recibirán tres papeletas de voto, frente a dos en elecciones anteriores; la primera votación será para elegir a los 200 miembros de la Asamblea Nacional disputada únicamente por partidos políticos; la segunda votación será para elegir a los 200 miembros restantes de la Asamblea Nacional, que serán disputados por partidos políticos y candidatos independientes en cada una de las nueve provincias; y la tercera votación será para elegir a los miembros de las legislaturas provinciales con partidos políticos y también a candidatos independientes.

### Elección del presidente y primeros ministros.
Tras las elecciones, la Asamblea Nacional debe de elegir al presidente de Sudáfrica. Aunque se requiere que el presidente sea miembro de la Asamblea Nacional en el momento de la elección, una persona que sea elegida presidente debe renunciar a su escaño para poder asumir el cargo. Los primeros ministros de cada provincia también serán elegidos por las respectivas legislaturas provinciales después de las elecciones.

### Elecciones NCOP
El Consejo Nacional de Provincias (NCOP) está compuesto por 90 miembros, diez de los cuales son elegidos por cada una de las legislaturas provinciales en proporción a la composición de la legislatura. Los miembros del NCOP prestarán juramento al día siguiente de la primera sesión de la Asamblea Nacional.

## Temas de campaña

### Cuidado de la salud
El 15 de mayo de 2024, dos semanas antes de las elecciones, el presidente Ramaphosa promulgó la Ley del Seguro Nacional de Salud (NHI), que establece un fondo estatal del Seguro Nacional de Salud para brindar a más sudafricanos acceso a la atención médica privada. El objetivo del proyecto de ley es eliminar progresivamente el uso de la asistencia sanitaria privada, reemplazándola por el NHI como único comprador y proveedor de seguro médico. La Alianza Democrática (DA) se opone firmemente al proyecto de ley bajo la premisa de que podría conducir a grandes aumentos de impuestos y corrupción por el 'despliegue de cuadros' del ANC, y ha prometido impugnarlo en los tribunales.
El proyecto de ley ha sido controvertido porque limitaría la capacidad de las personas de contratar un seguro médico privado para cubrir los costos médicos. Además, el gobierno no ha publicado estadísticas oficiales sobre cuánto costaría el programa NHI, lo que genera preocupaciones de que podría exacerbar los problemas actuales de Sudáfrica para brindar servicios públicos como electricidad y agua.

### Inmigración ilegal
El público sudafricano ha achacado muchos problemas socioeconómicos a la inmigración ilegal. Varios partidos, como ASA, IFP, ATM y PA, piden controles fronterizos más estrictos en respuesta a la presión percibida causada por los inmigrantes indocumentados en los servicios y recursos públicos. Esta es una postura muy popular, ya que el país ha luchado históricamente contra la violencia xenófoba de los vigilantes (por ejemplo, la Operación Dudula).

### Corrupción
La Comisión Judicial de Investigación sobre Denuncias de Captura Estatal, conocida coloquialmente como Comisión Zondo, completó su trabajo y presentó su informe final al presidente en junio de 2022. La Comisión le costó al contribuyente sudafricano 'casi mil millones de rands'. El investigador Paul Holden de Shadow World Investigations leyó en la evidencia que la captura estatal le costó a la economía sudafricana al menos R49 mil millones.
En su manifiesto electoral de 2024, el Congreso Nacional Africano afirma que, según las recomendaciones de la Comisión Zondo, 'se están implementando leyes, instituciones y prácticas para reducir el potencial de corrupción de cualquier tipo y a cualquier escala'. La Alianza Democrática echa la culpa de la corrupción y la captura del Estado directamente sobre los hombros del ANC, diciendo que 'establecerá una unidad anticrimen y anticorrupción genuinamente independiente disolviendo los Halcones y estableciendo una nueva institución del Capítulo 9, una Unidad Anticorrupción'. -Comisión contra la Corrupción, que sólo será responsable ante el Parlamento de Sudáfrica.' Los Luchadores por la Libertad Económica proponen enmendar la Constitución para 'convertir a la Fiscalía Nacional en una institución del Capítulo 9 responsable ante el Parlamento'.
El ANC también fue criticado por incluir provisionalmente a cuatro ministros (Zizi Kodwa, Malusi Gigaba, David Mahlobo y Gwede Mantashe) implicados en una investigación de corrupción sobre la administración del expresidente Jacob Zuma el 11 de marzo, a la espera de los resultados finales de una investigación interna del partido. Otros catorce funcionarios fueron descalificados o no incluidos como candidatos por el ANC por la misma cuestión.

### Reforma agraria
La enmienda propuesta por el Congreso Nacional Africano (ANC) al artículo 25 de la constitución de Sudáfrica fracasó en el Parlamento de Sudáfrica por 204 diputados a favor, 145 diputados en contra y 0 abstenciones. El proyecto de ley requería una mayoría de dos tercios. La constitucionalidad de la enmienda también fue cuestionada por organizaciones de la sociedad civil, ya que intentaba implementar la expropiación de tierras sin compensación. El Congreso Nacional Africano (ANC) sostiene que la expropiación sin compensación es necesaria, al igual que Luchadores por la Libertad Económica (EFF). El DA, el Frente de la Libertad (VF+), el Partido Demócrata Cristiano Africano (ACDP) y el Inkatha (IFP) siguen oponiéndose al renovado intento de expropiación del ANC a través del Proyecto de Ley de Enmienda de Expropiación.
Los movimientos hacia la expropiación sin compensación se presentan en gran medida como soluciones a la injusticia racial. Informes del gobierno sudafricano indican que los blancos poseen el 72% del total de explotaciones agrícolas,mientras que los sudafricanos negros generalmente sólo son responsables de entre el 5 y el 10% de la producción agrícola del país.
El ANC ve la política actual como una continuación de la promesa de Nelson Mandela de devolver el 30% de la tierra a los sudafricanos negros. Actualmente, el ANC espera alcanzar el objetivo para 2030. En su manifiesto electoral, el ANC afirma que 'acelerarán la reforma y la redistribución agraria para reducir la desigualdad de activos y proteger la seguridad de la tenencia, mejorar la seguridad alimentaria y la producción agrícola, promover el desarrollo rural y urbano y permitir un mayor acceso a la vivienda'.
Luchadores por la Libertad Económica (EFF) comparte una postura similar a la del ANC. En su manifiesto, EFF describe siete pilares en los que basa sus políticas. El primero está explícitamente a favor de la expropiación, y dice 'expropiación de la tierra de Sudáfrica sin compensación por una redistribución equitativa en su uso'. En el tema de la expropiación, la EFF y el ANC están en su mayoría unificados en sus posturas. Julius Malema, líder de la EFF, afirmó que 'cuando decimos libertad económica, nos referimos a que los negros posean granjas productivas'.
La Alianza Democrática (DA) se opone a la política de expropiación sin compensación y considera que los intentos de expropiación violan el artículo 25 de la Constitución. El artículo 25 establece que la tierra sólo podrá ser expropiada con compensación si la expropiación es de interés público. El partido ha calificado los intentos de aprobar una legislación de expropiación como 'ruinosos', un 'asalto a nuestros valores constitucionales' y 'arcaicos'.

### Crisis de energía
Desde 2007 se vienen produciendo apagones continuos, o 'desconexión de carga', causados por problemas con la empresa estatal Eskom; sin embargo, la prevalencia de los apagones ha aumentado sustancialmente desde 2020. Existe un descontento general con el manejo de los apagones por parte del ANC: una encuesta de 2023 encontró que el 24% de los votantes que anteriormente habían apoyado al ANC planeaban cambiarse a otros partidos si el problema no se resolvía.
Las partes han adoptado diferentes posturas sobre el tema. El ANC se ha comprometido a crear 12,5 millones de nuevos puestos de trabajo, una gran parte de los cuales se dedicará a una transición a la energía limpia y a la modernización del sistema eléctrico del país. El ANC también ha vinculado los apagones y la crisis energética con la justicia ambiental y el cambio climático, afirmando que su plataforma de transición energética también es parte de una transición más amplia hacia una economía más limpia. Según el manifiesto electoral del ANC, el partido se compromete a 'cultivar asociaciones para expandir las industrias nacionales con un potencial significativo para crear empleos sostenibles... como la energía'. Además, el partido considera que una transición a la energía limpia es esencial para resolver el problema. crisis de energía. Parte de esta transición consiste en alejarse de la red eléctrica basada en carbón, que actualmente se enfrenta a una reducción de carga. Dicho esto, el ANC ha mostrado una resistencia histórica a la transición a nuevas fuentes de energía (es decir, energías renovables).
El DA culpa en gran medida al ANC por la crisis energética, diciendo que el Estado utiliza un modelo 'obsoleto' de control y regulación. La DA tiene la intención de reducir el control gubernamental sobre el sector energético si es capaz de formar un gobierno. Utilizando el Cabo Occidental como caso de estudio, el DA dice que tiene una plataforma exitosa para soluciones energéticas. Sostienen que los contratos recientes para construir nuevas plantas solares en la zona son indicativos de ello. Gran parte de su plataforma energética tiene que ver con la desregulación y la reducción de impuestos a las entidades privadas.
La EFF adopta un enfoque marxista y nacionalista negro sobre el tema. El partido pide el fin de la privatización de Eskom, al tiempo que pide la participación del sector privado en la nueva generación de electricidad como parte de los esfuerzos para transferir el control a la 'mayoría de los negros'.

### Criminalidad
Según las estadísticas sobre delitos del servicio de policía de Sudáfrica para el segundo trimestre del año fiscal 2023-24, los delitos de contacto denunciados (definidos por SAPS como 'delitos contra la persona') aumentaron en 3.391 (2,1%) en comparación con el año anterior. Los intentos de asesinato registrados ilustraron el mayor aumento interanual, con un 12,3%. El total de delitos de contacto reportados para el trimestre es 165,909. La tasa de homicidios se corresponde con 77 personas asesinadas por día, mientras que durante el mismo período se denuncian 160 casos de agresión con intención de causar daños corporales graves. Antes de las elecciones, se informó que la violencia política iba en aumento, especialmente en KwaZulu-Natal.
Action Society señala que 'si la actual tendencia de asesinatos continúa, al menos 31.000 personas serán asesinadas en los próximos 12 meses... el [Gobierno sudafricano] ha perdido el control...'

### Vivienda
La falta de vivienda adecuada ha sido un problema importante. Según un informe del Parlamento, de mayo de 2022, el sector de los asentamientos humanos ha construido un total de 3,4 millones de unidades de vivienda desde 1994. Las respectivas provincias y municipios entregaron 1,3 millones de 'sitios con servicios' por separado. Una pregunta parlamentaria dirigida al Ministro de Asentamientos Humanos reveló que en febrero de 2023 había 2.456.773 hogares inscritos en el Registro Nacional de Necesidades de Vivienda. En Ciudad del Cabo había 375.150 personas inscritas en el Registro de Necesidades de Vivienda de los municipios.
En respuesta a una pregunta parlamentaria dirigida al Ministro de Asentamientos Humanos el 24 de marzo de 2024, afirmó que su departamento había construido 245.587 casas en los cinco años transcurridos entre enero de 2019 y enero de 2024.

### Ley de Oportunidades y Crecimiento Africano
Los vínculos de Sudáfrica con Rusia y China, a través de la cooperación militar y la posible cooperación con Irán, han colocado al país en peligro de perder su acceso preferencial al mercado estadounidense a través de la Ley de Oportunidades y Crecimiento Africano (AGOA), con varios miembros del Congreso de los Estados Unidos expresaron su preocupación por las supuestas amenazas de Sudáfrica a los intereses de los Estados Unidos. En respuesta, el líder de la oposición, John Steenhuisen, encabezó una delegación argumentando que 'el ANC no es Sudáfrica' en un esfuerzo por disminuir el riesgo de una posible expulsión de la AGOA. Posteriormente, el Primer Ministro de Cabo Occidental, Alan Winde y una delegación provincial también realizaron un viaje a los Estados Unidos para detallar el posible impacto que una pérdida tendría en la industria agrícola de la provincia. El líder de la oposición en el Parlamento Provincial del Cabo Occidental, Cameron Dugmore (ANC), acusó al gobierno provincial de malgastar fondos públicos y dijo que 'este viaje se debía a la desesperación del fiscal del distrito por conseguir apoyo para las elecciones de 2024 creando una cierta narrativa sobre este asunto'.

### Independencia del Cabo
El Frente de la Libertad (VF+) y el Partido del Referéndum llegaron a las elecciones con la independencia del Cabo como parte de su plataforma. El Partido del Referéndum se formó en noviembre de 2023 como un partido político monotemático cuyo objetivo era presionar al gobierno de la Alianza Democrática (DA) de Cabo Occidental para que celebrara un referéndum sobre la independencia de Cabo Occidental como parte de cualquier posible acuerdo de coalición. El Partido de la Independencia del Cabo, que había competido en 2009 y 2019, no llegó a la votación nacional ni a la votación provincial del Cabo Occidental, mientras que el Partido del Referéndum sí llegó a las tres.

## Controversias

### Video de campaña de la DA
En mayo de 2024, la Fiscalía publicó un vídeo de campaña en el que la DA atacaba al ANC y mostraba una bandera sudafricana en llamas, diciendo que el país correría la misma suerte si el ANC seguía en el poder. La bandera aparece restaurada en los últimos siete segundos del anuncio. El líder de DA, John Steenhuisen, describió el video como "el anuncio político más exitoso en nuestra historia democrática", diciendo que fue visto por al menos cuatro millones de personas en línea y escuchado por "millones más" en otros medios. El presidente y líder del CNA, Cyril Ramaphosa, calificó el anuncio de "despreciable" y "traidor", mientras que la emisora pública SABC anunció que no emitiría el vídeo, diciendo que sólo alimentaría la "indignación", y pidió a la Fiscalía que modificara el anuncio.

### Jacob Zuma
El expresidente Jacob Zuma fundó el uMkhonto we Sizwe (Partido MK) en diciembre de 2023, con la intención de presentarse a las elecciones. El 20 de mayo de 2024, el Tribunal Constitucional de Sudáfrica dictaminó que Zuma no es elegible para presentarse a las elecciones parlamentarias debido a su condena de cárcel de 2021.

### Discurso presidencial de la nación
El 26 de mayo, la Presidencia anunció que Cyril Ramaphosa se dirigiría a la nación a las 18:00 horas. En su discurso, transmitido por la SABC, enumeró los logros de su gobierno en lo que se creía que era un truco electoral y un abuso de los recursos gubernamentales.

## Encuestas

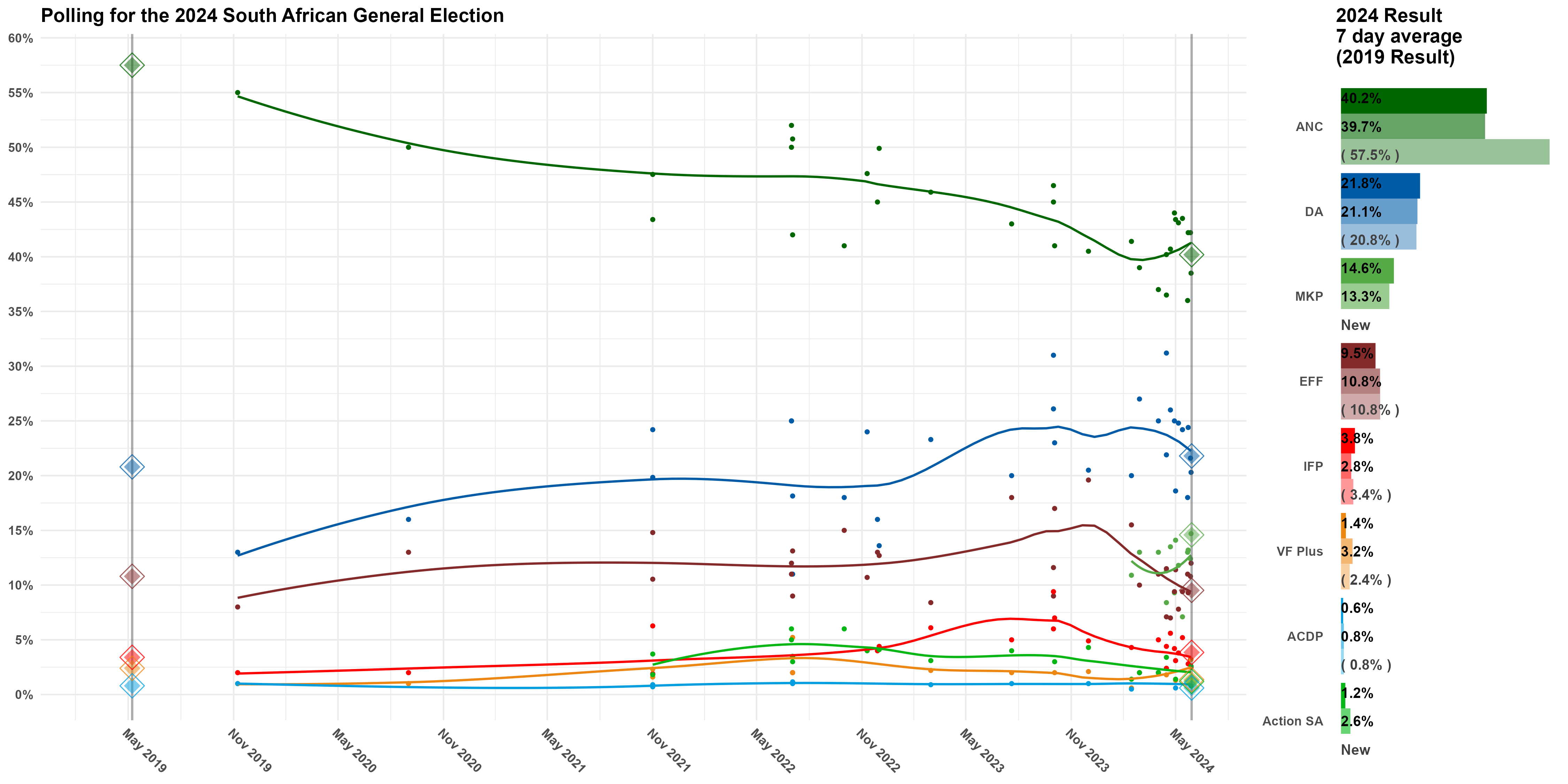
Gráfica LOESS de las encuestas para las elecciones generales sudafricanas de 2024

| Encuestadora               | Fecha               | Tamaño de la muestra | ANC                        | DA                 | MK    | EFF   | IFP   | VF+   | ACDP  | ActionSA | Otro  |   |   |   |      |
| -------------------------- | ------------------- | -------------------- | -------------------------- | ------------------ | ----- | ----- | ----- | ----- | ----- | -------- | ----- | - | - | - | ---- |
| Encuestadora               | Fecha               | Tamaño de la muestra | Social Research Foundation | 27 de mayo de 2024 | 1,835 | 42.2% | 21.6% | 12.4% | 10.8% | 3.2%     | Otro  | — | — | — | 9.8% |
| Social Research Foundation | 23 de mayo de 2024  | 1,835                | 42.2%                      | 24.4%              | 13.2% | 9.3%  | 2.8%  | —     | —     | —        | 8.1%  |   |   |   |      |
| AFROBAROMETER              | 22 de mayo de 2024  | 1,800                | 36%                        | 18%                | 13%   | 11%   | —     | —     | —     | —        | 22%   |   |   |   |      |
| Social Research Foundation | 13 de mayo de 2024  | 1,835                | 43.5%                      | 24.2%              | 7.1%  | 9.4%  | 5.2%  | —     | —     | —        | 10.6% |   |   |   |      |
| Social Research Foundation | 6 de mayo de 2024   | 1,835                | 43.1%                      | 24.8%              | 11.8% | 7.8%  | 3.8%  | —     | —     | —        | 8.7%  |   |   |   |      |
| ENCA/Markdata              | Mayo de 2024        | TBA                  | 43.4%                      | 18.6%              | 14.1% | 11.4% | 3.1%  | 1.3%  | 0.6   | 1.4%     | 6.1%  |   |   |   |      |
| Social Research Foundation | 29 de abril de 2024 | 1,835                | 44.0%                      | 25.0%              | 9.3%  | 9.4%  | 4.2%  | —     | —     | —        | 8.1%  |   |   |   |      |
| Social Research Foundation | 22 de abril de 2024 | 1,835                | 40.7%                      | 26.0%              | 13.5% | 7.0%  | 5.6%  | —     | —     | —        | 7.2%  |   |   |   |      |
| Social Research Foundation | 15 de abril de 2024 | 1,835                | 36.5%                      | 31.2%              | 11.3% | 7.1%  | 2.4%  | —     | —     | —        | 11.5% |   |   |   |      |

## Desarrollo
Los días 17 y 18 de mayo se llevó a cabo la votación anticipada para los ciudadanos extranjeros en las misiones diplomáticas sudafricanas. La votación anticipada para los votantes nacionales se llevó a cabo el 27 de mayo, cubriendo a 1,6 millones de personas, incluidos trabajadores esenciales, y alrededor de 624.000 personas que no podían salir de sus hogares.

## Resultados
|  | 40.18 % |

|  | 39.38 % |

|  | 21.81 % |

|  | 21.74 % |

|  | 14.58 % |

|  | 14.14 % |

|  | 9.52 % |

|  | 9.84 % |

|  | 3.85 % |

|  | 4.35 % |

|  | 2.06 % |

|  | 2.19 % |

|  | 1.36 % |

|  | 1.48 % |

|  | 1.20 % |

|  | 1.39 % |

|  | 0.60 % |

|  | 0.59 % |

|  | 0.49 % |

|  | 0.54 % |

|  | 0.42 % |

|  | 0.44 % |

|  | 0.41 % |

|  | 0.44 % |

|  | 0.40 % |

|  | 0.42 % |

|  | 0.24 % |

|  | 0.34 % |

|  | 0.23 % |

|  | 0.30 % |

|  | 0.23 % |

|  | 0.26 % |

|  | 0.22 % |

|  | 0.20 % |

|  | 0.18 % |

|  | 0.23 % |

|  | 0.17 % |

|  | 0.11 % |

|  | 0.14 % |

|  | 0.12 % |

|  | 0.12 % |

|  | 0.12 % |

|  | 0.12 % |

|  | 0.02 % |

|  | 0.12 % |

|  | 0.14 % |

|  | 0.12 % |

|  | 0.12 % |

|  | 0.11 % |

|  | 0.00 % |

|  | 0.10 % |

|  | 0.02 % |

|  | 0.09 % |

|  | 0.11 % |

|  | 0.12 % |

|  | 98.69 % |

|  | 99.02 % |

|  | 1.31 % |

|  | 0.98 % |

|  | 100.00 % |

|  | 100.00 % |

|  | 58.64 % |

|  | 57.52 % |